# Kouthanallur
Kouthanallur é uma cidade e um município no distrito de Thiruvarur, no estado indiano de Tamil Nadu.

## Demografia
Segundo o censo de 2001,  Kouthanallur  tinha uma população de 22,986 habitantes. Os indivíduos do sexo masculino constituem 47% da população e os do sexo feminino 53%. Kouthanallur tem uma taxa de literacia de 74%, superior à média nacional de 59.5%: a literacia no sexo masculino é de 78% e no sexo feminino é de 69%. Em Kouthanallur, 13% da população está abaixo dos 6 anos de idade.